# Harapiwka
Harapiwka (ukr. Гарапівка) – wieś na Ukrainie, w obwodzie żytomierskim, w rejonie berdyczowskim, w hromadzie Andruszówka. W 2001 liczyła 302 mieszkańców, spośród których 301 wskazało jako ojczysty język ukraiński, a 1 rosyjski.